# Philiris philotoides
Philiris philotoides är en fjärilsart som beskrevs av Tite 1963. Philiris philotoides ingår i släktet Philiris och familjen juvelvingar. Inga underarter finns listade i Catalogue of Life.